# Valentina Pallavicino
Valentina Pallavicino (Milano, 13 dicembre 1985) è una doppiatrice italiana.

## Doppiaggio

### Film
- Anna Cathcart in Tutte le volte che ho scritto ti amo, P. S. Ti amo ancora, Tua per sempre
- Anna Kendrick ne Un microfono per due
- Clare Foley in Mosse vincenti
- Nicole Leduc in Jennifer's Body
- Ariel Gade in Aliens vs. Predator 2
- Angourie Rice in These Final Hours - 12 ore alla fine
- Ciara Bravo in I Murphy
- Alexia Fast in The Captive - Scomparsa
- Sierra McCormick in L'immensità della notte
- Addison Riecke in I Thunderman - Il ritorno
- Seika Furuhata in Tokyo Ghoul - Il film
- Mai Kiryū in Tokyo Ghoul S

### Film d'animazione
- Clem in Il film Pokémon - Diancie e il bozzolo della distruzione, Il film Pokémon - Hoopa e lo scontro epocale, Il film Pokémon - Volcanion e la meraviglia meccanica
- Ochaco Uraraka in My Hero Academia: Two Heroes, My Hero Academia: Heroes Rising, My Hero Academia: World Heroes' Mission, My Hero Academia: You're Next
- Diana in Pretty Guardian Sailor Moon Eternal - Il film, Pretty Guardian Sailor Moon Cosmos - Il film
- Lemon Zest in My Little Pony - Equestria Girls - Friendship Games
- Derpy in My Little Pony - Equestria Girls - Legend of Everfree
- Chrysella in Barbie presenta Pollicina
- Mare Bello Fiore in Overlord - Capitolo del Santo Regno
- Amo in Ken il guerriero - La leggenda del vero salvatore
- il Fantasmino ne Un fantasma per amico[1]
- Hanna in Doraemon - Il film: Nobita e l'Utopia celeste
- Yumi in Amon - Apocalypse of Devilman
- Koro in Doraemon - Il film: Nobita e gli eroi dello spazio
- Mikka in Doraemon - Il film: Nobita e la sinfonia della Terra
- Horul, Nul e neonato in Doraemon - Il film: Nobita e le cronache dell'esplorazione della Luna
- Matako Kijima in Gintama the Movie: A New Translation - Capitolo di Benizakura
- Maggie in Yellowbird
- Prushka in Made in Abyss: The Movie - Dawn of the Deep Soul
- Bra in Dragon Ball Super: Broly
- Lisana Strauss, Momon, Levy McGarden in Fairy Tail The Movie: Phoenix Priestess
- Hitomi in Detective Conan: Episode "One" - Il detective rimpicciolito
- Estia in È sbagliato cercare di incontrare ragazze in un Dungeon? - Il film: La freccia di Orione
- Rosie Cheeks in Saving Bikini Bottom

### Serie animate
- Jenny in Norman Normal
- Daisy in Super Mario
- Hinako in The After-Dinner Mysteries
- Gabibbo in Scherzi a parte
- Angolo in Sfera cubo sfera (Cartoonito)
- Gaspare in Simone
- Cantante d'apertura in I Numerotti
- Anna Shirley in Sorridi, piccola Anna
- Marimo Hatanaka in Shugo Chara!
- Sally in Il gatto col cappello
- Yeo Miseng in Tower of God
- Molly in Bubble Guppies - Un tuffo nel blu e impari di più
- Teresa in Barbie - Life in the Dreamhouse
- Angelo in Picchiarello
- Apple White in Ever After High
- Harriet in Franklin and Friends[2]
- Tammy (2ª voice) in T.U.F.F. Puppy
- Misty e Suzy Johnson (2ª voce) in Phineas e Ferb
- Martina Mercury, Polly, Alessia in Teen Days
- Chloé in L'armadio di Chloé
- Clem in Pokémon: Serie XY, Pokémon: Serie Esplorazioni Super
- Alice Maresato in Highschool of the Dead
- Sparkle in Blaze e le mega macchine
- Peppa Pig (2ª voce, st.7+) in Peppa Pig
- Maru in Beyblade Shogun Steel
- Astolfo in Fate/Apocrypha
- Hop in Zack & Quack
- Truffatrice in Akudama Drive
- Estia in DanMachi
- Chrissie in Daniel Tiger
- Suma in Demon Slayer
- Lola in Miss Moon
- Misha in Le scelte di Chuck
- Ficelle Harbeller in Da campagnolo stagionato a gran maestro di spada
- Billie in Magiki[3]
- Diana in Pretty Guardian Sailor Moon Crystal
- Alice in Fate/Extra Last Encore
- Zee in Vera e il Regno dell'arcobaleno
- Num Nums in The Zhu Zhu Pets
- Laura Lumaca in Giulio Coniglio
- Sun in Trulli Tales[4]
- Anne Magnolia in Violet Evergarden
- Ochaco Uraraka/Uravity e Shoto Todoroki (da bambino) (1^ voce) in My Hero Academia[5]
- Esmeralda e Patricia in Saint Seiya - I Cavalieri dello zodiaco
- Que in Gli acchiappamostri
- Moka in Le fantastiche avventure di Moka[6]
- Tomas in Santiago dei Mari
- Elliott in Elliott il terrestre
- Kota Kunieda e Yoshino Shimazu in Beelzebub
- Jan in Monster Beach
- Sorella Sakura e Shinra Kusakabe (da bambino) in Fire Force[7]
- Miles Morales / Spin in Spidey e i suoi fantastici amici[8]
- Momomi Wareme in Cutie Honey Universe
- O in Alphablocks
- Who Who in Who Who
- Anya Forger in Spy × Family
- Aguri Yukimura in Assassination Classroom
- Lily Watson in Lupin III - Una storia senza fine
- Mad Madeline in Gli Abissi
- Prushka in Made in Abyss
- Tonari in To Your Eternity
- Mare Bello Fiore in Overlord
- Ruri in Dr. Stone
- Chiharu Mihara in Cardcaptor Sakura: Clear Card
- Tsubasa Ozora da bambino in Captain Tsubasa
- Aiko Tachibana in A.I.C.O. Incarnation
- Rebecca e Tashigi (ep. 572) in One Piece
- Ramiris in That Time I Got Reincarnated as a Slime
- Ichi Mezato in Mob Psycho 100
- Lisana Strauss in Fairy Tail, Fairy Tail: 100 Years Quest
- Casey Turnbuckle in Cannon Busters
- Kiyosumi Shirakawa in Call of the Night
- Matako Kijima in Gintama
- Shannon Petrarca in L'eroe è morto!
- Nell in Tenken - Reincarnato in una spada
- Haru in La concierge Pokémon
- Isabel in Unicorn Academy
- Marcille in Dungeon Food
- Tilly in Ella tra le stelle[9]
- Zoe in Agent 203
- Uno in Numberblocks
- Lu in Lu e la Banda Birbante[10]
- Lettuce in Tokyo Mew Mew New
- Pinocchio (2ª voce, st. 2+) in Pinocchio and Friends
- Niloya in Niloya
- Erina Pendelton (da giovane) in Phantom Blood[11]

### Serie televisive
- Addison Riecke in I Thunderman, I fantasmi di casa Hathaway
- Eunjung Hahm in Dream High
- Laura Marano in Back to You
- Jessica Sula in Skins
- Emily Hough in Reunion
- Saphia Stoney in Mia and Me
- Olivia Keegan e Ciara Hanna in Sam & Cat
- Jade Pettyjohn in School of Rock
- Lala Aguirre in Chica vampiro
- Julieta Vetrano in Love Divina
- Cree Cicchino in Game Shakers
- Lily Brooks O'Briant in Lo show di Big Show
- Olga Haenke in Una vita
- Inessa Tan in i misteri di Rock Island
- Caroline Imhof in Frieden - Il prezzo della pace

### Videogiochi
- Yrel in World of Warcraft
- Taliyah in League Of Legends (2009)
- Imperatore Hakan II in Diablo III (2012)[12]
- Hannah in Battlefield 4 (2013)[13]
- Imperatore Hakan II, Cailyn, Ivy e Janet in Diablo III: Reaper of Souls (2014)[12]
- Marie Chaillon in Valiant Hearts: The Great War (2014)[14]
- Davis Pickle in Borderlands: The Pre-Sequel (2014)[15]
- Bhadra in Far Cry 4 (2014)[16]
- Chromie in Heroes of the Storm (2015)[17]
- Amy Rose in LEGO Dimensions (2015)
- Evie Frye in Assassin's Creed: Syndicate (2015)[18]
- Alejandra in Overwatch (2016),[19] Overwatch 2 (2022)[20]
- Aria Argento in Deus Ex: Mankind Divided (2016)[21]
- Lily Castellanos in The Evil Within 2 (2017)[22]
- Skylar in Far Cry 5 (2018)[23]
- Kamala Khan in Marvel's Avengers (2020)[24]
- Voce femminile tutorial in 51 Worldwide Games[25] (2020)
- Reda, Gwenydd e Verdandi in Assassin's Creed: Valhalla (2020)[26]
- All Foods in Cyberpunk 2077 (2020)[27]
- Rosemary Winters in Resident Evil Village (2021)[28]
- Kit in Ratchet & Clank: Rift Apart (2021)[29]
- "Prawn Boy" Peter in Wavetale (2021)[30]
- Natikka in Horizon Forbidden West (2022)[31]
- Winnie in Hotel Transylvania - Avventure da paura (2022)[32]
- Zoe Walker in As Dusk Falls (2022)[33]
- Rocky in PAW Patrol: Gran Premio (2022)[34]
- Mergan in Bratz: Flaunt Your Fashion (2022)[35]
- Sage in Sonic Frontiers (2022)[36]
- Muffin in Bluey: il videogioco (2023)[37]
- Blaize in Park Beyond (2023)[38]
- Mazu in Gigantosaurus: Dino Sports (2024)[39]
- Barbara Gordon in Batman: Arkham Shadow (2024) [40]
- Voci aggiuntive in Monster Hunter Wilds (2025)